# Saša Mus
Saša Mus (Slavonski Brod, 19 luglio 1986) è un ex calciatore croato, di ruolo difensore.

## Carriera

### Club
Nel dicembre 2014 durante la sua permanenza nel Happy Valley viene incarterato per aver truccato la partita contro il Southern District del 30 novembre 2013. Il 29 giugno 2015 viene sospeso a vita dalla HKFA. Il 17 marzo 2016 la sospensione viene estesa globalmente dalla FIFA.